# India International 2004
Die India International 2004 im Badminton fanden vom 21. bis zum 27. Oktober 2004 in Hyderabad statt.

## Sieger und Platzierte
| Disziplin    | Gold                               | Silber                                | Bronze                                  |
| ------------ | ---------------------------------- | ------------------------------------- | --------------------------------------- |
| Herreneinzel | Pullela Gopichand                  | J. B. S. Vidyadhar                    | Abhinn Shyam Gupta                      |
| Herreneinzel | Pullela Gopichand                  | J. B. S. Vidyadhar                    | Thomas Kurian                           |
| Dameneinzel  | Soratja Chansrisukot               | Molthila Meemeak                      | B. R. Meenakshi                         |
| Dameneinzel  | Soratja Chansrisukot               | Molthila Meemeak                      | Jwala Gutta                             |
| Herrendoppel | Valiyaveetil Diju Jaseel P. Ismail | Rupesh Kumar Sanave Thomas            | Nuttaphon Narkthong Panuwat Ngernsrisul |
| Herrendoppel | Valiyaveetil Diju Jaseel P. Ismail | Rupesh Kumar Sanave Thomas            | Markose Bristow Jaison Xavier           |
| Damendoppel  | Apriliana Rintan Rani Mundiasti    | Soratja Chansrisukot Molthila Meemeak | Jwala Gutta Shruti Kurien               |
| Damendoppel  | Apriliana Rintan Rani Mundiasti    | Soratja Chansrisukot Molthila Meemeak | Sharada Govardhini Dhanya Nair          |